# Таркальне
Таркальне — заповідне урочище місцевого значення. Об'єкт розташований на території Устинівського району Кіровоградської області, поблизу с. Криничне.
Площа — 90,7 га, статус отриманий у 2004 році.